# Dustin Hoffman
Dustin Lee Hoffman (n. 8 august 1937, Los Angeles, California, SUA) este un actor american. A obținut Premiul Oscar pentru cel mai bun actor în anii 1980 (pentru Kramer contra Kramer (film)) și 1989 (Rain Man). Joacă în roluri de antieroi și personaje vulnerabile.

## Începuturile carierei

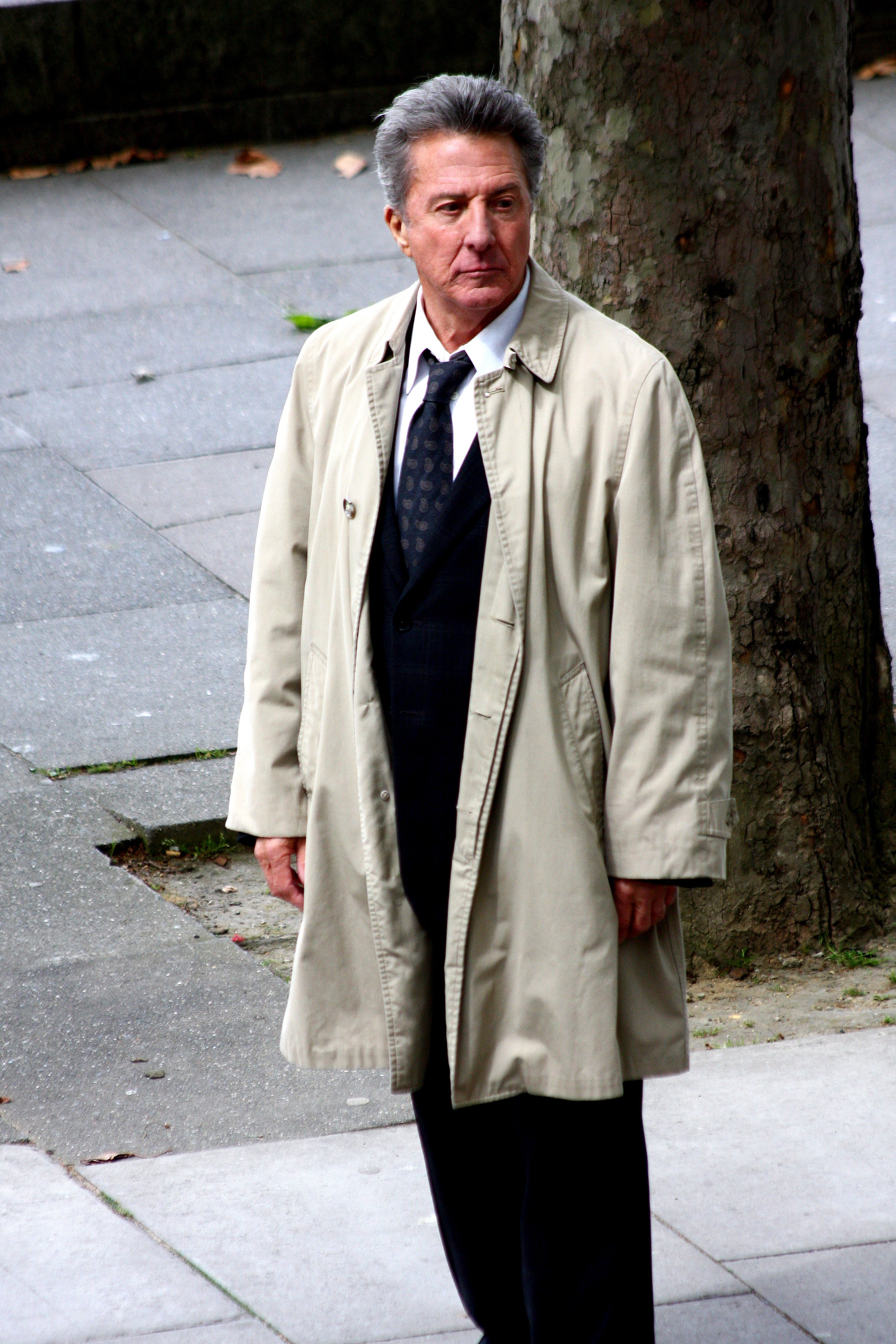
Hoffman la filmarea Last Chance Harvey în 2008

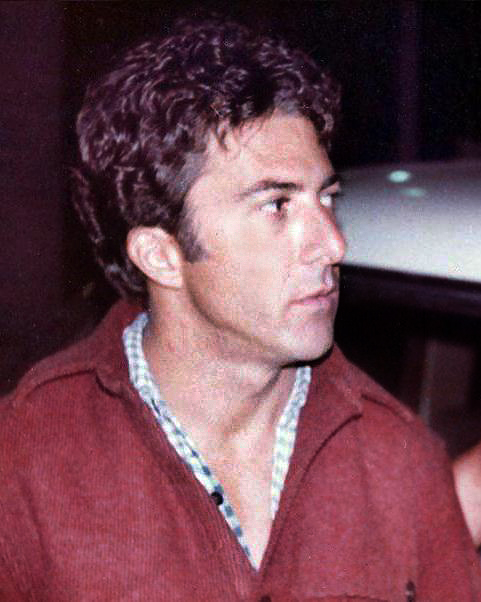
Dustin Hoffman

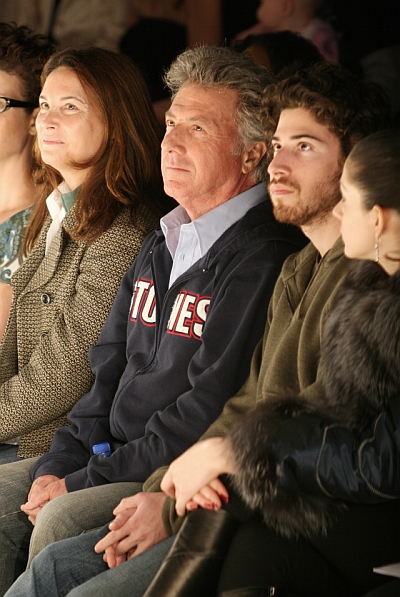
Dustin Hoffman

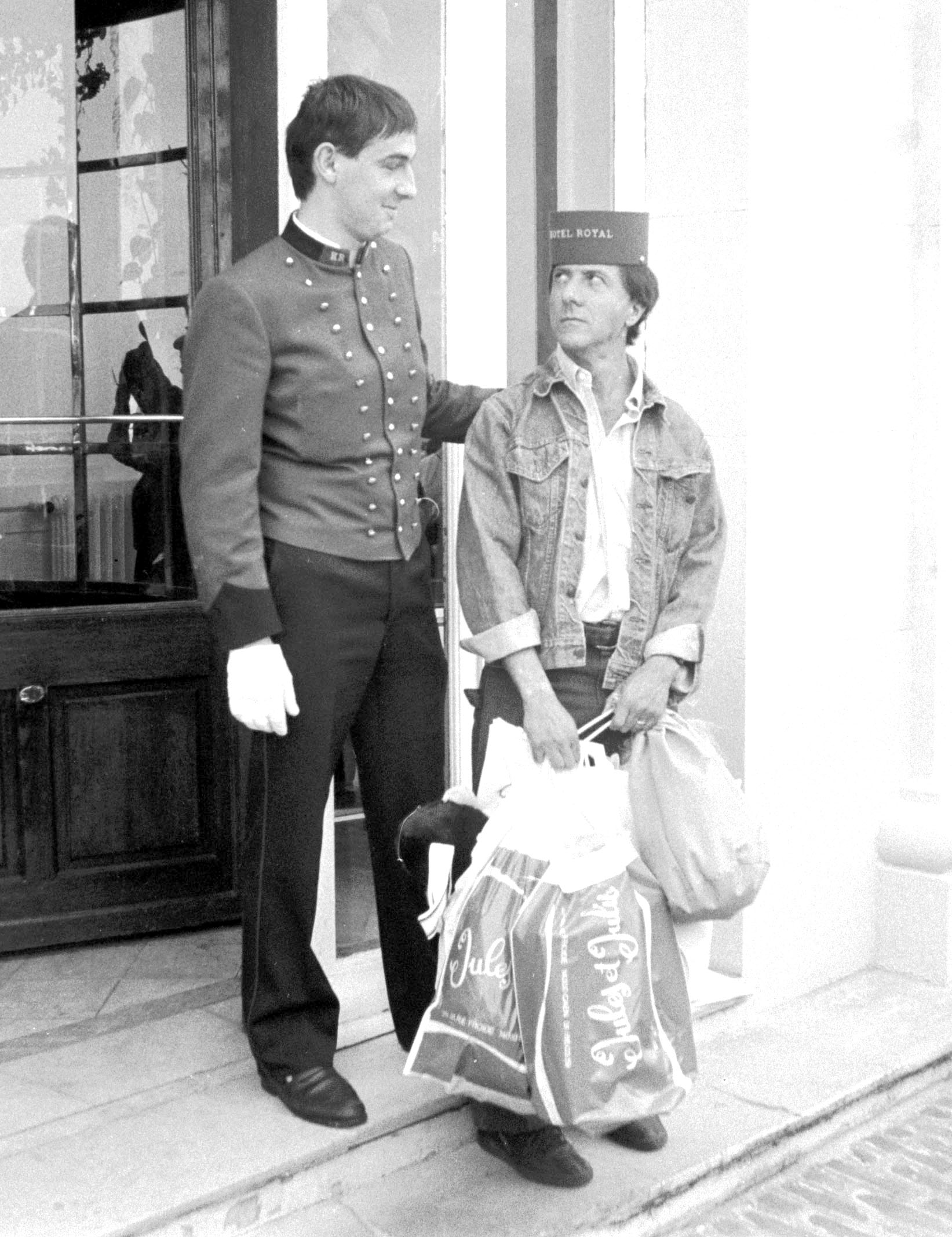
Dustin Hoffman

Hoffman s-a născut în 8 august 1937 la Los Angeles, ca al doilea fiu al lui Lillian (n. Gold; 1909-1981) și Harry Hoffman (1908-1988). Tatăl său lucra ca decorator la Columbia Pictures, devenind în cele din urmă vânzător de mobilă. Este evreu și provine dintr-o familie de imigranți așkenazi din Ucraina, Polonia și România.
Este binecunoscut pentru paleta largă de personaje pe care le poate interpreta. Este unul dinte actorii cameleon, foarte iubiți de regizori. A fost menționat în primele cronici pentru rolul din piesa de teatru Eh, care i-a adus două premii de specialitate: Theatre World Award și Drama Desk Award. La un an după aceste premii a urmat extraordinarul rol Benjamin Braddock din filmul The Graduate. Din acest moment, cariera sa s-a axat mai mult pe producțiile cinematografice decât colaborările la televiziune și spectacolele de teatru. Dintre cele mai celebre filme în care a jucat, sunt Papillon, Marathon Man, Midnight Cowboy, Lenny, Toți oamenii președintelui, Kramer vs. Kramer, Tootsie, Rain Man și Wag the Dog. A obținut în 2009 premiul Globul de Aur pentru cel mai bun actor la categoria muzical și de comedie pentru filmul Ultima șansă a lui Harvey. Fusese nominalizat pentru același premiu (aceeași categorie) în 2002 cu producția filmului Căpitanul Hook. A obținut Oscarul în 1988 pentru cel mai bun actor cu filmul Rain Man. Pentru același rol a fost nominalizat la Globul de Aur pentru cel mai bun actor de dramă și un premiu BAFTA în 1990 pentru Cea mai bună prestație masculină. Pentru rolul din filmul Tootsie a câștigat premiul BAFTA pentru cel mai bun actor în 1984 și Globul de Aur în 1983. A fost nominalizat tot în 1983 și pentru premiul Oscar.

## Filmografie și premii
| An        | Film                                                                        | Rol                               | Note |
| --------- | --------------------------------------------------------------------------- | --------------------------------- | --- |
| 1967      | The Tiger Makes Out                                                         | Hap                               | |
| 1967      | Absolventul                                                                 | Benjamin "Ben" Braddock           | BAFTA Award for Most Promising Newcomer to Leading Film Roles Golden Globe Award for New Star of the Year – Actor Nominalizare – Academy Award for Best Actor Nominalizare – Golden Globe Award for Best Actor – Motion Picture Musical or Comedy Nominalizare – Golden Laurel Award for Male Comedy Performance |
| 1968      | Madigan's Millions                                                          | Jason Fister                      | |
| 1969      | Midnight Cowboy                                                             | Enrico Salvatore "Ratso" Rizzo    | BAFTA Award for Best Actor in a Leading Role David di Donatello for Best Foreign Actor Golden Laurel Award for Male Dramatic Performance New York Film Critics Circle Award for Best Actor (2nd place) Nominalizare – Academy Award for Best Actor Nominalizare – Golden Globe Award for Best Actor - Motion Picture Drama |
| 1969      | John and Mary                                                               | John                              | BAFTA Award for Best Actor in a Leading Role Nominalizare – Golden Globe Award for Best Actor – Motion Picture Musical or Comedy |
| 1970      | Little Big Man                                                              | Jack Crabb                        | Golden Laurel Award for Male Comedy Performance (3rd place) Nominalizare – BAFTA Award for Best Actor in a Leading Role |
| 1971      | Who Is Harry Kellerman and Why Is He Saying Those Terrible Things About Me? | Georgie Soloway                   | |
| 1971      | Straw Dogs                                                                  | David Sumner                      | |
| 1972      | Alfredo, Alfredo                                                            | Alfredo Sbisà                     | |
| 1973      | Papillon                                                                    | Louis Dega                        | |
| 1974      | Lenny                                                                       | Lenny Bruce                       | Nominalizare – Academy Award for Best Actor Nominalizare – BAFTA Award for Best Actor in a Leading Role Nominalizare – Golden Globe Award for Best Actor – Motion Picture Drama |
| 1976      | Toți oamenii președintelui (film)                                           | Carl Bernstein                    | Nominalizare – BAFTA Award for Best Actor in a Leading Role |
| 1976      | Omul maraton                                                                | Thomas Babington "Babe" Levy      | David di Donatello for Best Foreign Actor Nominalizare – BAFTA Award for Best Actor in a Leading Role Nominalizare – Golden Globe Award for Best Actor – Motion Picture Drama |
| 1978      | Straight Time                                                               | Max Dembo                         | Also producer |
| 1979      | Agatha                                                                      | Wally Stanton                     | National Society of Film Critics Award for Best Actor |
| 1979      | Kramer contra Kramer (film)                                                 | Ted Kramer                        | Academy Award for Best Actor David di Donatello for Best Foreign Actor Golden Globe Award for Best Actor – Motion Picture Drama Kansas City Film Critics Circle Award for Best Actor Los Angeles Film Critics Association Award for Best Actor National Society of Film Critics Award for Best Actor New York Film Critics Circle Award for Best Actor Nominalizare – BAFTA Award for Best Actor in a Leading Role Nominalizare – Fotogramas de Plata for Best Foreign Performer |
| 1982      | Tootsie                                                                     | Michael Dorsey / Dorothy Michaels | BAFTA Award for Best Actor in a Leading Role Boston Society of Film Critics Award for Best Actor Golden Globe Award for Best Actor – Motion Picture Musical or Comedy National Society of Film Critics Award for Best Actor Nominalizare – Academy Award for Best Actor Nominalizare – David di Donatello for Best Foreign Actor |
| 1985      | Death of a Salesman                                                         | William "Willy" Loman             | Emmy Award for Outstanding Lead Actor – Miniseries or a Movie Golden Globe Award for Best Actor – Miniseries or Television Film Nominalizare – Silver Ribbon Award for Best Foreign Actor |
| 1987      | Ishtar                                                                      | Chuck Clarke                      | |
| 1988      | Rain Man                                                                    | Raymond "Ray" Babbitt             | Premiul Oscar pentru cel mai bun actor David di Donatello for Best Foreign Actor Golden Globe Award for Best Actor – Motion Picture Drama Kansas City Film Critics Circle Award for Best Actor National Society of Film Critics Award for Best Actor (3rd place) New York Film Critics Circle Award for Best Actor (2nd place) Nominalizare – BAFTA Award for Best Actor in a Leading Role Nominalizare – Chicago Film Critics Association Award for Best Actor                  |
| 1989      | Common Threads: Stories from the Quilt                                      | Narrator                          | Documentary |
| 1989      | Family Business                                                             | Vito McMullen                     | |
| 1990      | Dick Tracy                                                                  | Mumbles                           | |
| 1991      | Billy Bathgate                                                              | Dutch Schultz                     | |
| 1991      | The Simpsons                                                                | Mr. Bergstrom                     | Episode: "Lisa's Substitute" Credited as Sam Etic |
| 1991      | Hook                                                                        | Captain James Hook                | Nominalizare – Golden Globe Award for Best Actor – Motion Picture Musical or Comedy |
| 1992      | Doctor Seuss Video Classics: Horton Hears a Who!                            | Narrator                          | |
| 1992      | Hero                                                                        | Bernard "Bernie" Laplante         | |
| 1995      | Outbreak                                                                    | Colonel Sam Daniels               | |
| 1996      | American Buffalo                                                            | Walt 'Teach' Teacher              | |
| 1996      | Sleepers                                                                    | Danny Snyder                      | |
| 1997      | Mad City                                                                    | Max Brackett                      | |
| 1997      | Înscenarea (Wag the Dog)                                                    | Stanley Motss                     | Nominalizare – Academy Award for Best Actor Nominalizare – Premiul Globul de Aur pentru cel mai bun actor (muzical/comedie) Nominalizare – Satellite Award for Best Actor – Motion Picture Musical or Comedy Nominalizare – Screen Actors Guild Award for Outstanding Performance by a Male Actor in a Leading Role |
| 1998      | Sphere                                                                      | Dr. Norman Goodman                | |
| 1999      | The Messenger: The Story of Joan of Arc                                     | The Conscience                    | |
| 2002      | Moonlight Mile                                                              | Ben Floss                         | |
| 2003      | Confidence                                                                  | Winston King                      | |
| 2003      | Runaway Jury                                                                | Wendell Rohr                      | |
| 2004      | Finding Neverland                                                           | Charles Frohman                   | Nominalizare – Screen Actors Guild Award for Outstanding Performance by a Cast in a Motion Picture |
| 2004      | I Heart Huckabees                                                           | Bernard                           | |
| 2004      | Meet the Fockers                                                            | Bernie Focker                     | MTV Movie Award for Best Comedic Performance |
| 2004      | Lemony Snicket's A Series of Unfortunate Events                             | The Critic                        | Uncredited |
| 2005      | Racing Stripes                                                              | Tucker                            | Voice |
| 2005      | The Lost City                                                               | Meyer Lansky                      | |
| 2006      | Perfume: The Story of a Murderer                                            | Giuseppe Baldini                  | |
| 2006      | Stranger than Fiction                                                       | Professor Jules Hilbert           | |
| 2006      | The Holiday                                                                 | Himself                           | Uncredited |
| 2007      | Mr. Magorium's Wonder Emporium                                              | Mr. Edward Magorium               | |
| 2008      | Kung Fu Panda                                                               | Master Shifu                      | Voice Annie Award for Best Voice Acting in an Animated Feature Production |
| 2008      | The Tale of Despereaux                                                      | Roscuro                           | Voice |
| 2009      | Last Chance Harvey                                                          | Harvey Shine                      | Nominalizare – Golden Globe Award for Best Actor – Motion Picture Musical or Comedy |
| 2010      | Barney's Version                                                            | Izzy                              | Genie Award for Best Performance by an Actor in a Supporting Role Vancouver Film Critics Circle Award for Best Supporting Actor in a Canadian Film |
| 2010      | Jews and Baseball: An American Love Story                                   | Narrator                          | Documentar |
| 2010      | Little Fockers                                                              | Bernie Focker                     | |
| 2011      | Kung Fu Panda 2                                                             | Master Shifu                      | Voice |
| 2011-2012 | Luck                                                                        | Chester "Ace" Bernstein           | TV series |
| 2012      | Quartet                                                                     |                                   | Debut regizorial |
| 2014      | Chef                                                                        |                                   | Filmare |
| 2014      | Roald Dahl's Esio Trot                                                      | Mr Hoppy                          | |
| 2014      | The Cobbler                                                                 |                                   | Filmare |
| 2014      | Boychoir                                                                    |                                   | Filmare |